# Benito Ebuen Air Base
Benito Ebuen Air Base (voorheen: Mactan Air Base) een militaire vliegbasis in de Filipijnen. De basis op het Filipijnse eiland Mactan voor de kust van Cebu City wordt gebruikt door de Filipijnse luchtmacht en is een voormalige basis van de Amerikaanse luchtmacht.  
In juni 1996 werd de basis hernoemd naar Benito Ebuen Air Base ter ere van de commandant van de Filipijnse luchtmacht. Benito Ebuen Air Base wordt voornamelijk gebruikt voor transportvluchten. 